# لوئیس آنتونیو والدس
لوئیس آنتونیو والدس (اسپانیایی: Luis Antonio Valdéz‎؛ زادهٔ ۱ ژوئیهٔ ۱۹۶۵) بازیکن فوتبال اهل مکزیک بود.
از باشگاه‌هایی که در آن بازی کرده‌است می‌توان به باشگاه فوتبال گوادالاخارا، باشگاه فوتبال لئون، و باشگاه فوتبال مونتری اشاره کرد.
وی همچنین در تیم ملی فوتبال مکزیک بازی کرده‌ است.